# Острів Ніїдзіма
О́стрів Ніїдзі́ма (яп. 新島, にいじま, МФА: [ɲiːd͡ʑima], «Новий острів») — острів вулканічного походження в західній частині Тихого океану. Складова групи островів Ідзу, один з семи найбільших островів групи. Належить селу Ніїдзіма області Осіма префектури Токіо, Японія. Станом на 2007 рік площа острова становила 23,53 км², населення — 2420 особи; довжина — 11 км, ширина — 3 км. В центрі острова лежить вулкан Міяцука, висотою 508 м, останнє виверження якого зафіксоване 886 року. До 1871 року острів використовувався японською владою як місце заслання злочинців. У другій половині 20 століття, після входження до складу Національного парку Фудзі-Хаконе-Ідзу, він розвивається як туристичний осередок. Серед лісів острова переважають гінкго, саговик, міхелія. Головні історичні пам'ятки — буддистський монастир Дзьоейдзі та синтоїстське святилище Сандзюся. На острові існують штучні гарячі джерела. Сполучення зі столицею здійснюється поромами, що проходять через Осіму та Тосіму, а також літаками.

## Галерея

Острів Ніїдзіма на карті островів Ідзу
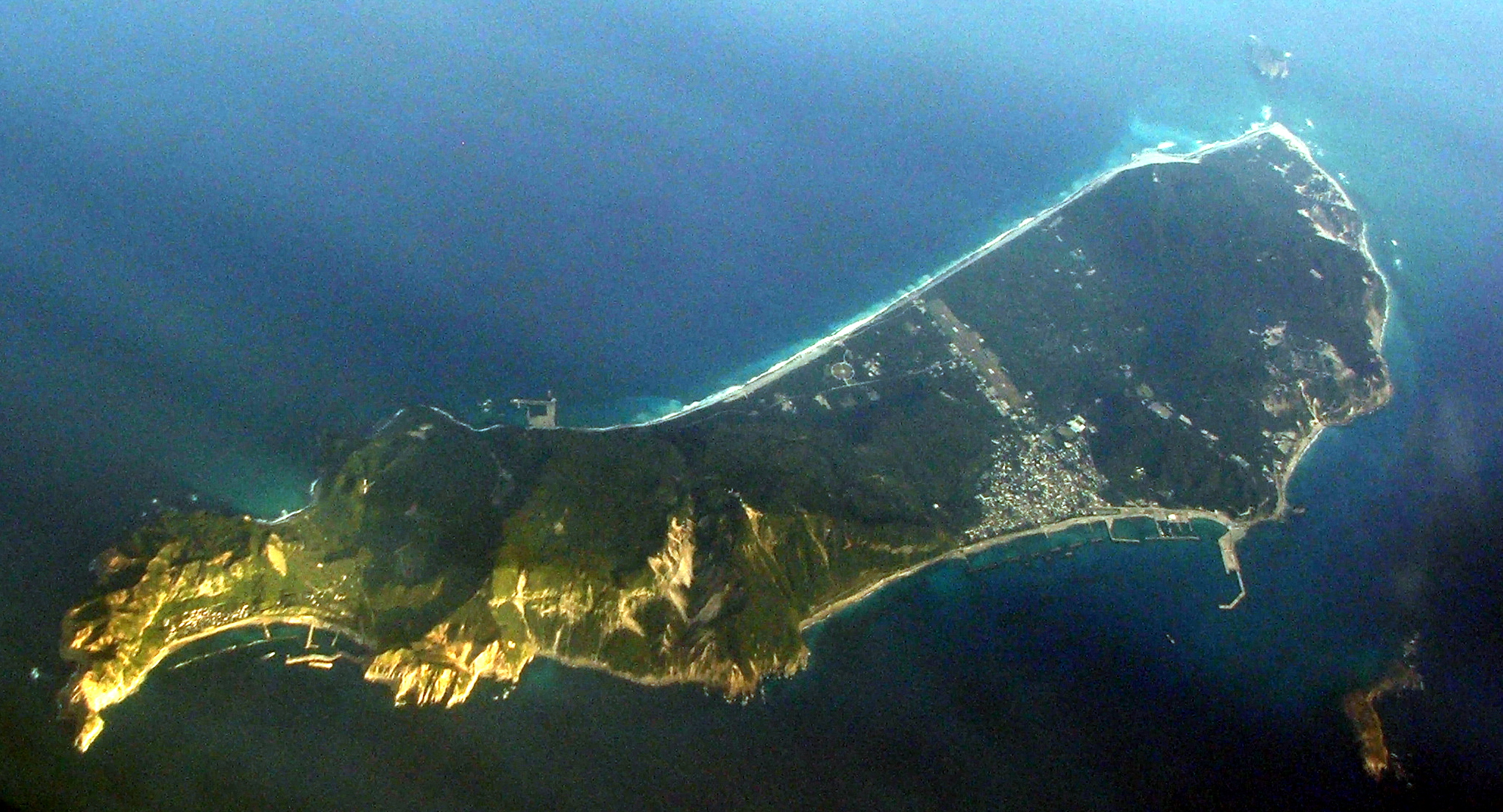
Острів Ніїдзіма